# Valhalla (série bande dessinée)
Pour les articles homonymes, voir Valhalla (homonymie).
Valhalla est une série de bandes dessinées danoises, qui offre une vision d'abord comique puis dramatique des dieux de la mythologie nordique. Initialement commandé et édité par Interpresse en 1979, il est édité par Carlsen Comics depuis 1987. En 1986, Valhalla est adapté en long métrage d'animation par le studio A Film et en 2019, Walhalla est de nouveau adapté au cinéma par Fenar Ahmad, qui en fait un film plus sérieux et sombre. En français, seul les trois premiers albums de la série ont été traduit par Stephane Salvetti chez l'éditeur Zenda.

## Histoire
Entre 1976 et 1977, Henning Kure et Arne Stenby prévoyaient de créer une série de bandes dessinées basée sur le monde des Vikings. Les illustrations furent réalisées par Peter Madsen ainsi que Hans Rancke-Madsen. Le premier album, dont le format est similaire à Tintin ou Astérix, est basée sur l'Eddas où interviennent des personnages comme Thor, Odin, Loki, ... etc. Valhalla était initialement publié dans le journal danois Politiken.
Le ton général des premiers albums est avant  tout humoristique bien que certains abordent des thématiques plus profondes lié aux problèmes humains.
Le 5 janvier 2007, Valhalla a été publié sur Internet pour la première fois lorsque le journal danois Jyllands-Posten a commencé à publier le 14e album, dans son édition en ligne. Une page était publiée chaque semaine sous la forme d'un programme Flash animé dans le but de transférer les grandes pages de l'album dans un format adapté au Web.

## Équipes créatives
Peter Madsen est l'illustrateur de la série Valhalla ainsi que co-auteur de la plupart des albums.
Hans Rancke-Madsen est le principal scénariste de la série avec Per Vadmand et Henning Kure. Rancke-Madsen a écrit tous les albums hormis les onze et douze mais reviendra pour le treizième album.
Søren Håkonsson a colorié les huit premiers albums, Peter Madsen a fait lui-même les couleurs du neuvième album, tandis que les albums dix à douze ont été réalisés par Jesper Ejsing. Håkonsson est revenu pour le treizième album, où il a fait la moitié des pages, l'autre moitié étant réalisée par Madsen.

## Publications et résumés
1. Ulven er Løs (Cry Wolf), (1979). Alors que Thor et Loki visitent Midgard, le monde des humains, ils prennent à leur service deux jeunes enfants de fermiers Þjálfi et Röskva comme serviteurs. A leur retour au Valhalla, ils constatent que le monstrueux Loup Fenrir s'est échappé de ses chaines. Un flashback raconte comment Loki et Tyr ont amené le loup au Valhalla.
2. Thors Brudefærd (Thor's Wedding), (1980). Ce tome est basé sur la Þrymskviða. Le Géant et roi du Jötunheim, Þrymr a volé le marteau de Thor Mjölnir et ne le rendra qu'en échange d'un mariage avec la déesse Freyja. Thor et Loki doivent alors s'habiller comme Freyja et sa femme de chambre pour tromper les géants et récupérer le marteau.
3. Odins Væddemål (Odin's Wager), (1982). Odin est déçu des guerriers que ses filles, les Valkyries, amènent pour son armée d'Einherjar. Il fait alors le pari avec elles, qu'il peut en trouver de bien meilleurs à Midgard par lui-même sans utiliser la magie.
4. Historien om Quark (The Story of Quark), (1987). Loki revient d'une visite de Utgard avec un garçon jötunn nommé Quark. Le garçon se comporte horriblement et est vite détesté par tous les dieux, Þjálfi et Röskva étant les seuls qu'il apprend finalement à aimer.
5. Rejsen Til Udgårdsloke (The Journey to Útgarða-Loki), (1989). Souhaitant rendre Quark aux géants Thor, Loki, Þjálfi et Röskva se rendent à Utgard pour participer à une compétition dirigé par Útgarða-Loki. Les perdants devront garder Quark.
6. De Gyldne Æbler (The Golden Apples), (1990). Loki est obligé d'aider Thjazi à kidnapper Idun et ses pommes de l'éternelle jeunesse. Alors que les dieux commencent à dépérir sans elles, Thor et Loki voyagent pour ramener les précieux fruits ainsi que sa belle-fille Skadi.
7. Ormen i Dybet (The Serpent in the Abyss), (1991). Une dispute entre Thor et Tyr les amène à voir si l'un d'eux peut attraper le serpent Midgård qui encercle le Monde. Ils se rendent à Utgard et restent avec le géant Hymir où Tyr est contraint de faire face à un passé qu'il aurait préféré oublier.
8. Frejas Smykke (Freya's Necklace), (1992). L'album est basé sur Húsdrápa. Freyja, la déesse de l'amour qui apporte le printemps dans le monde des hommes et des dieux, est convoité par Odin, qui complote afin de la séduire tandis que Heimdall tombe amoureux pour la première fois. De son côté, Loki se retrouve pris au milieu de leur histoire de cœurs.
9. Den Store Udfordring (The Big Challenge), (1993). Magni, un garçon jötunn, apparaît à Valhalla prétendant être le fils de Thor. Odin parcourt Utgard et fait un pari avec le géant Hrungnir pour savoir si le Sleipnir d'Odin ou le Guldfaxe du géant est le cheval le plus rapide. Ils se précipitent vers Valhalla où Hrungnir se met à terroriser les dieux. Thor le défie en duel, amenant Þjálfi et Magni pendant que les géants complotent pour tuer Thor.
10. Gudernes Gaver (The Gifts for the Gods), (1997). L'histoire de la rencontre des jeunes Thor et Sif, de la façon dont le jeune Loki a été amené à voyager à Nidavellir, le royaume des nains et a ramené plusieurs cadeaux fantastiques.
11. Mysteriet om Digtermjøden (The Magic Mead), (1998). Odin tente de voler l'hydromel de la poésie aux géants. On nous raconte l'histoire de la façon dont les tribus des dieux ases et vanes faisaient la guerre à l'époque, et comment elles ont échangé des membres pour assurer la paix qui a finalement été atteinte.
12. Gennem Ild og Vand (Through Fire and Water), (2001). L'histoire est une fusion du Grímnismál et du Þórsdrápa. Le roi Geirröd s'est allié aux jötnar et a semé la misère dans son pays. Alors qu'Odin et Loki se rendent dans son royaume pour voir ce qui se passe, Odin est capturé, bien que Geirröd ne sache pas qui il a attrapé. Loki et Thor reviennent pour tenter de le libérer.
13. Balladen om Balder (The Ballad of Baldr), (2006). Une adaptation plutôt libre sur le meurtre de Baldr, basée à la fois sur les récits de l'Edda poétique et en prose, ainsi que sur la Gesta Danorum de Saxo Grammaticus.
14. Muren (The Wall), (2007) . Principalement basé sur le mythe de Skírismál. Il comprend également le mythe sur la façon dont Loki a donné naissance à Sleipnir, apparaissant dans l'Edda en prose.
15. Vølvens syner (The Sibyl's Visions), (2009). Le dernier album de la série contient l'histoire de la façon dont Surtr déclenche Ragnarok. Þjálfi et Röskva reviennent finalement chez eux en compagnie de Loki, qui est le seul dieu à avoir survécu mais il se rendra compte qu'un autre nouveau dieu a déjà remplacé les anciens. 